# World Doubles Championships 1981
Il World Doubles Championships 1981 è stato un torneo di tennis femminile che si è giocato a Tōkyō in Giappone dal 4 al 10 maggio su campi in sintetico indoor. È stata la 6ª edizione del torneo.

## Campionesse

### Doppio
Sue Barker /  Ann Kiyomura hanno battuto in finale  Barbara Potter /  Sharon Walsh con il punteggio di 7–5, 6–2